# Iugoslávia nos Jogos Olímpicos de Inverno de 1984
A Iugoslávia competiu nos Jogos Olímpicos de Inverno de 1984, realizados em Sarajevo, Iugoslávia.